# Ark (banda)
Ark fue una banda de metal progresivo formada por músicos escandinavos y norteamericanos en la segunda mitad de los 90.

## Biografía
En 1998 los músicos Tore Øtsby (ex Conception) y John Macaluso (ex Riot, TNT, Yngwie Malmsteen) formaron la banda de metal progresivo Ark, en la que unos meses más tarde entraría el vocalista noruego Jørn Lande. Con esta formación grabarían su primer disco, el homónimo Ark, que sería publicado en septiembre de 1999 en Asia y en enero de 2000 en Europa. El grupo haría una pequeña gira europea contando con el bajista norteamericano Randy Coven (Holy Mother, Steve Vai, Steve Morse) y el teclista Mats Olausson (ex Yngwie Malmsteen), tocando también en Japón.
El 23 de marzo de 2001 aparecía en Japón el segundo trabajo de Ark, Burn the Sun, que semanas después sería publicado en Europa. El disco, grabado en los estudios Area 51 y producido por Tommy Newton logró un gran éxito de crítica y un mayor éxito de ventas que el anterior disco (teniendo especial éxito en Francia), que había pasado bastante desapercibido. Para presentar el disco la banda giró por Centroeuropa (Alemania, Holanda, Bélgica, República Checa, Austria, Francia) culminando el tour en el festival Progpower en los EE. UU. El grupo logró gran repercusión en ese momento por las influencias de múltiples estilos que combinaba en su música: hard rock, rock progresivo, heavy metal, jazz y flamenco.
En 2003 Jorn Lande abandonó el grupo para centrarse en su carrera en solitario y en la superbanda Masterplan en la que había sido contratado. Tras los rumores de que el grupo iba a seguir con un nuevo vocalista, la banda se separó sin dar ningún comunicado.

## Discografía
- Ark (1999)
- Burn the Sun (2001)

## Miembros
- Jørn Lande - voz
- Tore Østby - guitarra
- John Macaluso- batería
- Randy Coven - bajo †
- Mats Olausson - teclados †